# Rain Veideman
Rain Veideman (* 1. Oktober 1991 in Haljala, Kreis Lääne-Viru) ist ein estnischer Basketballspieler.

## Profi
Rain Veideman begann seine Profi-Karriere als 17-Jähriger beim Kuremaa SK in der KML. Nachdem sein Talent als Korbschütze auffiel, wurde er vom Titelkandidaten Rakvere Tarvas unter Vertrag genommen. In der Saison 2009/10 erreichte er mit Rakvere das estnische Meisterschaftsfinale, das gegen Tartu Rock verloren wurde. Er wechselte zum Titelträger Tartu und erreichte mit seiner neuen Mannschaft in der nächsten Saison wieder das Finale, das wiederum verloren ging, dieses Mal gegen BC Kalev. Nach einer weiteren Saison mit Tartu wechselte Veideman im Februar 2012 in die deutsche Basketball-Bundesliga zu BBC Bayreuth, mit dem er den Klassenerhalt in der Basketball-Bundesliga 2011/12 erreichte. Veideman wurde in 14 Bundesliga-Partien zum Einsatz gebracht und kam für die Oberfranken auf 7,5 Punkte je Begegnung.
Zu Beginn der Saison 2012/13 kehrte Veideman nach Estland zu Tartu zurück. Wie schon in der Saison 2010/11 spielte Veideman auch 2012/13 mit Tartu in der EuroChallenge. Nachdem auch diese Saison mit der Vizemeisterschaft geendet hatte, wechselte Veideman zu Beginn der Saison 2013/14 zum estnischen Serienmeister BC Kalev. Mit Kalev spielte er ebenfalls in der Eurochallenge und in der VTB-UL, wo er zum besten estnischen Spieler ernannt wurde. Mit Kalev wurde er 2014 und 2017 estnischer Meister.
Anfang März 2017 wechselte er zum italienischen Zweitligisten GSA Udine, blieb dort ebenfalls im Spieljahr 2017/18. Er spielte dann bei einem weiteren Zweitligisten des Landes (Mantovana). Nach einer Rückkehr in sein Heimatland schloss sich Veideman im Dezember 2019 Eurobasket Rom (zweite Liga Italien) an.
In der Sommerpause 2020 holte ihn Trainer Dirk Bauermann zum deutschen Zweitligisten Rostock Seawolves und wurde vom ehemaligen Bundestrainer als Spieler mit gutem Zug zum Korb, guter Arbeitseinstellung, Uneigennützigkeit und Gefährlichkeit beim Wurf von der Dreipunktelinie beschrieben. Veideman verließ Rostock Anfang März 2021 und ging zu Pallacanestro Mantovana nach Italien zurück.

## Nationalmannschaft
Seit 2007 spielte Rain Veideman für verschiedene Junioren-Nationalmannschaften Estlands. Er wurde 2011 zum ersten Mal in die estnische Basketballnationalmannschaft berufen. Die B-EM 2011 war sein erstes großes Turnier bei den Erwachsenen. Außerdem spielte er für Estland bei der Qualifikation zu Basketball-Europameisterschaft 2013, für die sich Estland nicht qualifizieren konnte. Er nahm mit der Auswahl seines Heimatlands dann an der EM 2015 teil und erzielte 10 Punkte je Turnierspiel.

## Auszeichnungen und Erfolge
- Estnischer Pokalsieger 2011, 2012
- Bester junger Spieler der KML 2010, 2011
- Bester estnischer Spieler der VTB-UL 2013/14
- Estnischer Meister 2014, 2016, 2017